# Казарян, Арсен Гагикович
Арсен Гагикович Казарян (род. 22 апреля 1995) — армянский самбист и дзюдоист, победитель и призёр первенств Армении по дзюдо среди кадетов и юниоров, бронзовый призёр чемпионатов Европы по самбо 2016—2018 годов, бронзовый призёр соревнований по самбо Европейских игр 2019 года, бронзовый призёр чемпионата мира по самбо 2018 года в Бухаресте. Выступал во второй полусредней весовой категории (до 74 кг).

## Семья
Отец Гагик Казарян (1968) — советский самбист, чемпион и призёр чемпионатов СССР, Европы и мира, Заслуженный мастер спорта СССР, председатель одной из комиссий Федерации самбо Армении.